# Bernardo Franzoni
Bernardo Franzoni (* am Anfang 16. Jahrhundert in Cevio; † 1572 in Locarno) war ein Schweizer Dolmetscher, Statthalter und Landeshauptmann der Landvogtei Locarno.

## Leben
Bernardo Franzoni war Sohn des Statthalters Giovanni Antonio. Ab 1552 und wahrscheinlich bis etwa 1567 war er Dolmetscher und Leutnant der Vogtei Vallemaggia. Später war er Leutnant des Kommissars von Locarno von 1567 bis 1571 und Hauptmann in Locarno. Er kaufte Land in Locarno, um dort sein Familienhaus zu errichten, doch das Projekt war Anlass zu einem Streit mit den landesherrlichen Kantonen von 1567 bis 1571, da das Haus dem Landvogt die Sicht auf den Ort versperrt hätte.